# Inégalité des richesses dans le monde
L'inégalité des richesses dans le monde désigne l'inégale répartition des patrimoines, des richesses ou des revenus entre les pays du monde. Cette inégalité se caractérise par des contrastes de PIB entre les pays, mais aussi par des inégalités au sein même de ces pays.

## Inégalités entre pays du monde

### Opposition Nord/Sud
L'opposition traditionnelle dans la répartition des richesses dans le monde est celle entre pays du Nord et les pays du Sud. Les pays les plus riches se trouvent principalement dans l'hémisphère Nord, à quelques exceptions comme l'Australie et la Nouvelle-Zélande. Par opposition, les pays émergents et NPI se retrouvent principalement dans l'hémisphère Sud. Cette division du monde manque toutefois de précision, car de nombreuses exceptions existent au sein des pays du Nord, tels que les pays d'Asie centrale.
La division reste toutefois pertinente : les pays du Nord, s'ils concentrent 16 % de la population mondiale, produisent 70 % de la richesse dans le monde. Les pays du Sud, a contrario, abritent 84 % de la population mondiale, mais ne génèrent que 30 % de ses richesses. Leur production agricole, industrielle et de services est faible, ainsi que leur PIB par habitant.

### Une dynamique perpétuelle
L'inégale distribution des richesses à un moment donné dans le monde ne doit pas cacher le fait que la répartition des richesses évolue sans cesse, au fur et à mesure que des pays émergent ou voient leur économie ralentir. Ainsi, depuis 1960, des pays du Sud réalisent des réformes ou des efforts économiques considérables pour se développer. Quatre d'entre eux, les quatre dragons, ont réussi à devenir des pays développés : la Corée du Sud, Taïwan, Singapour et Hong Kong. Certains pays se sont développés grâce à la production du pétrole, comme la Libye et l'Arabie saoudite.

## Inégalités au sein de pays
L'étude des inégalités dans le monde permet de remarquer les inégalités de revenus ou de richesse au sein même de pays. L'opposition alors retenue est souvent celle que l'on trouve dans les mégalopoles ou les métropoles, où se côtoient des revenus élevés et des revenus très faibles. Dans les plus grandes villes des NPI ou des PED, il n'est pas rare de voir des immeubles et des bidonvilles se côtoyer. Il en est de même pour les banlieues, en France même.

## Comparaisons
La trentaine de pays les plus riches détiennent 60 % des richesses mondiales ; la France est le troisième pays qui compte le plus de millionnaires, après les États-Unis et le Japon.
Dans les pays du Nord, le taux d'alphabétisation est proche de 100 % ; 800 millions de personnes sont touchées par la sous-nutrition dans les pays du Sud.
En 2010, trois milliards de personnes, soit une personne sur deux, vit avec deux dollars par jour.
Par ailleurs, en 2014, 85 personnes (parmi lesquelles sept femmes) possèdent autant que la moitié la plus pauvre de la planète. En 2019, selon le rapport Oxfam, les 26 personnes les plus riches détiennent autant d'argent que la moitié de l'humanité.

## Période contemporaine
Les 10 % des habitants de notre planète les plus riches possèdent 83 % de la richesse mondiale. Par ailleurs, selon un rapport de l'Oxfam de 2014, 1 % de la population possède 50 % de cette richesse. Selon ce rapport, les inégalités ont crû à la suite de la crise financière de 2008. De plus, depuis les années 1970, le taux d'imposition des plus riches a diminué dans 29 des 30 pays dont les données sont disponibles, alors que ces personnes gagnent aujourd'hui plus ; les plus riches se sont aujourd'hui relevés de la crise. La crise a de plus généré une politique d'austérité dont sont victimes les classes moyennes européennes, alors que des investisseurs fortunés ont bénéficié de plans publics pour sauver les établissements financiers (banques...). En Afrique, l'argent tiré du pétrole ou des ressources minières échappe souvent aux budgets nationaux. Enfin, cette situation fait que les métiers ingrats sont les seuls à la portée des plus pauvres, ce qui creuse encore le fossé économique et social entre les extrêmes.
Malgré une aide publique au développement (APD) se comptant en centaines de milliards de dollars (223 milliards en 2023) allant du nord global au sud global , le transfert net de ressources reste en faveur des pays du nord global. Selon un communiqué des Nations unies, le transfert net de resources en dollars américain depuis les pays du sud global vers les pays du nord global s'élevait à environ 200 milliards en 2000, environ 500 milliards en 2017, et connu un maximum à 997 milliards post-crise financière de 2008 (excluant les transferts illicites). Ce communiqué souligne aussi une estimation des transferts nets illicites s'élevant à hauteur de 100 à 200 milliards de dollars. Par ailleurs, une étude de Hickel et al. quantifie et définie l'échange inégal comme le résultat d'un « transfert de valeur caché » du sud global au nord global dû aux prix systématiquement plus bas dans les pays du sud global que dans le nord global. En 2017, les ressources obtenues depuis les pays du sud global (à cause de cet échange inégal) seraient valorisées à hauteur de 2200 milliards de dollars américains dans le système monétaire du nord globale, notant que cette somme représente 15 fois le montant nécessaire pour mettre fin à l'extrême pauvreté. Sur la période de 1960-2018, le cumul de ces ressources obtenues de l'échange inégal s'élèverait à 62 000 milliards de dollars américains.